# Жеруха шорстка
{{#ifeq:0|0|{{#if:|{{#if:Cardaminehirsuta|[[]}}|}}}}
Жеруха шорстка (Cardamine hirsuta) — вид рослин родини капустяні (Brassicaceae). Етимологія: лат. hirsuta — «щетиниста».

## Морфологія
В залежності від клімату ця трав'яниста рослина може завершити два покоління в рік — навесні і восени; також в залежності від клімату, насіння може прорости восени і рослини залишаються зеленими протягом всієї зими до цвітіння навесні. Утворює пучки з 10–30 квітками. 2–3 мм пелюстки еліптичної форми й білі на зеленому стеблі. Квіти гермафродитні. Стебло (3)10–25(45) см, в основному голе й росте досить прямо вгору. Рослина має прикореневу розетку перистого листя, а також стеблове листя. Ці прикореневі листки часто 3,5–15 см завдовжки. Стручки — 1,2–2,5 см завдовжки і 0,8–1,2 мм завширшки. Насіння 1–1,5 × 0,9–1,1 мм.

## Поширення
Космополіт. Батьківщиною є Європа, Кавказ, Північна Африка, Середня, Західна й тропічна Азія. Рослина була введена в багатьох країнах по всьому світу. Сучасний діапазон поширення включає також Південну, Північну й Центральну Америки, деякі країни Африки, Японію, Мадагаскар, Філіппіни, Шрі-Ланку, Нову Каледонію, Австралію та Нову Зеландію. Зазвичай зустрічаються у вологих, недавно порушених, відкритих чи торф'яних ґрунтах.

## Галерея

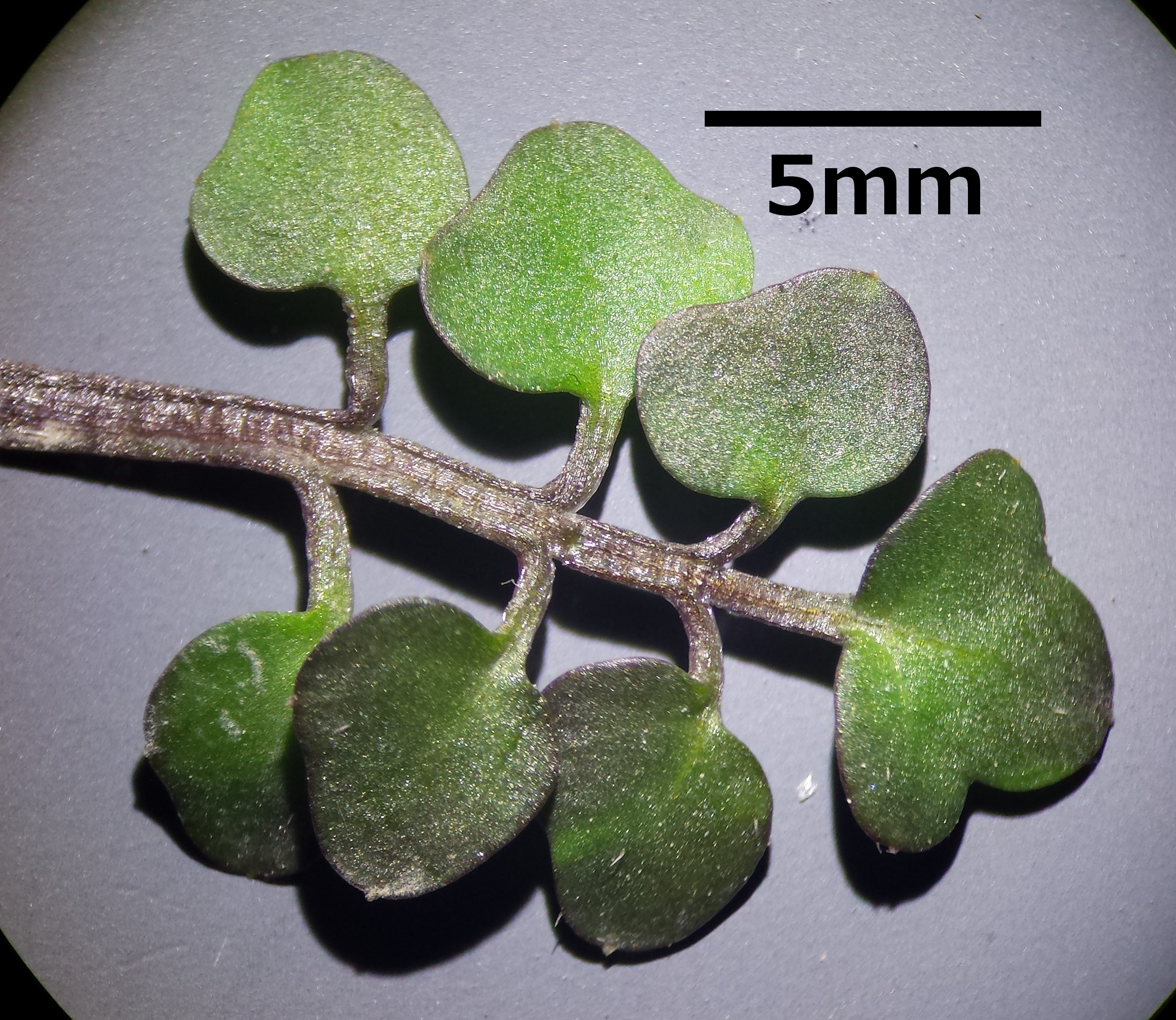
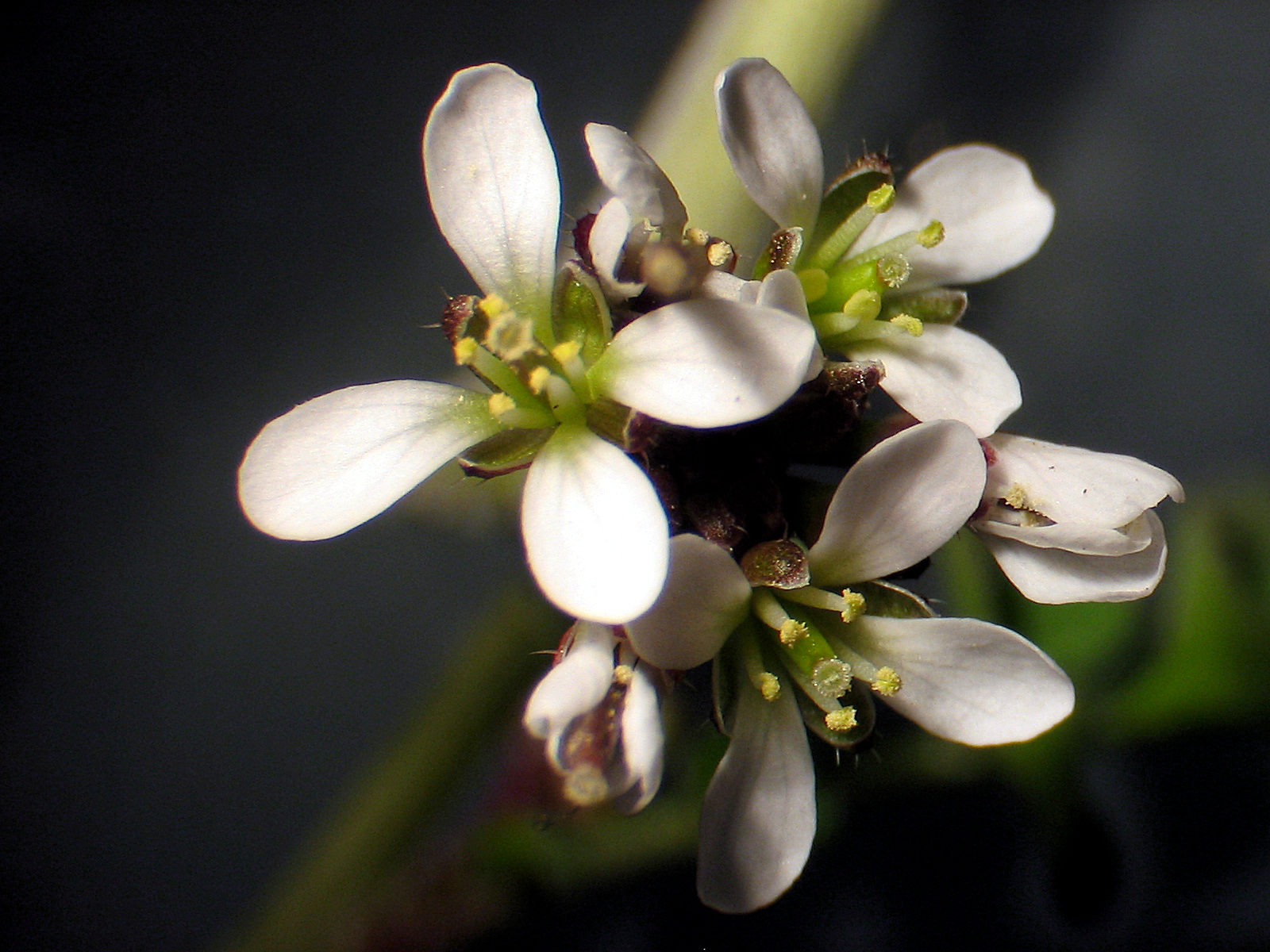
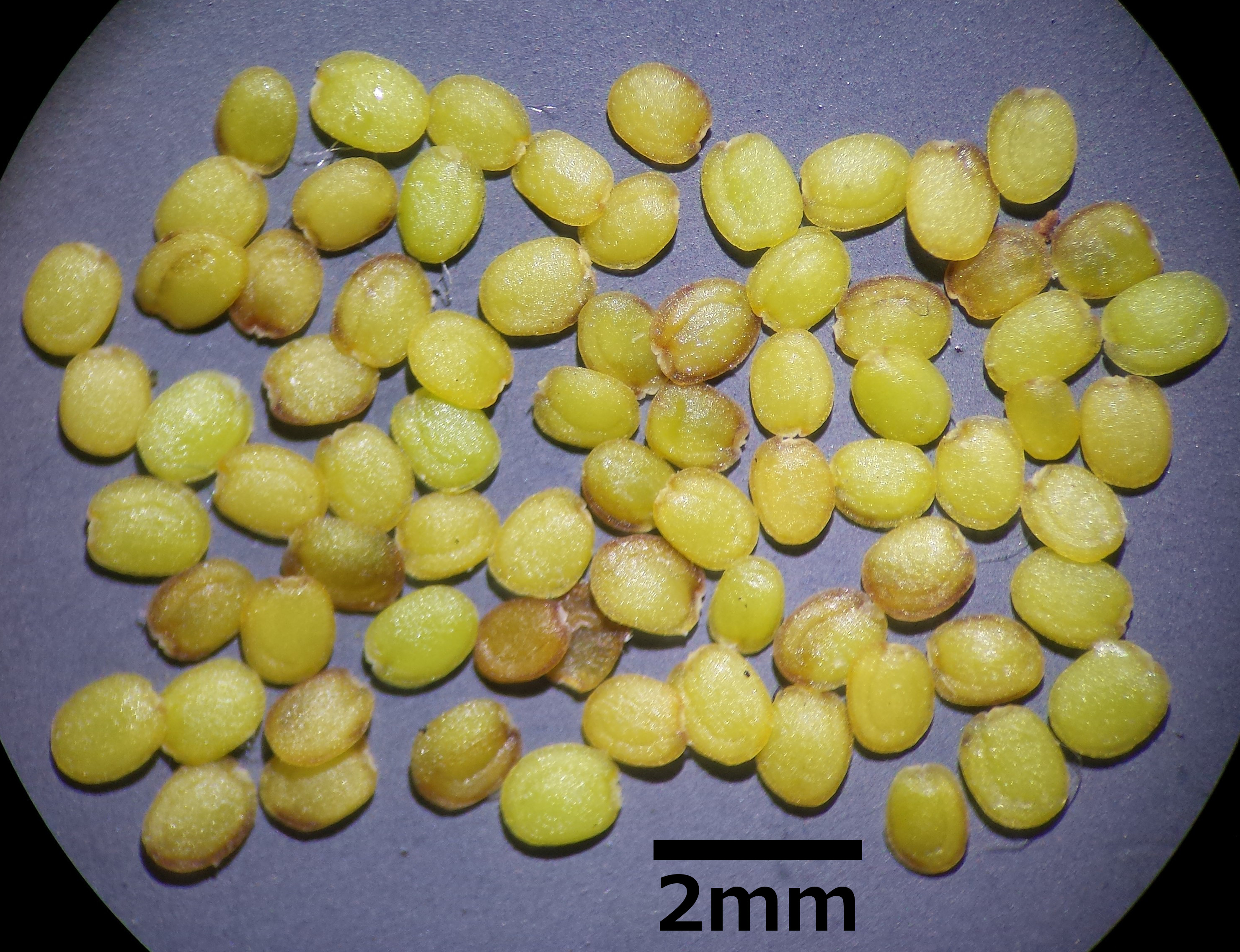
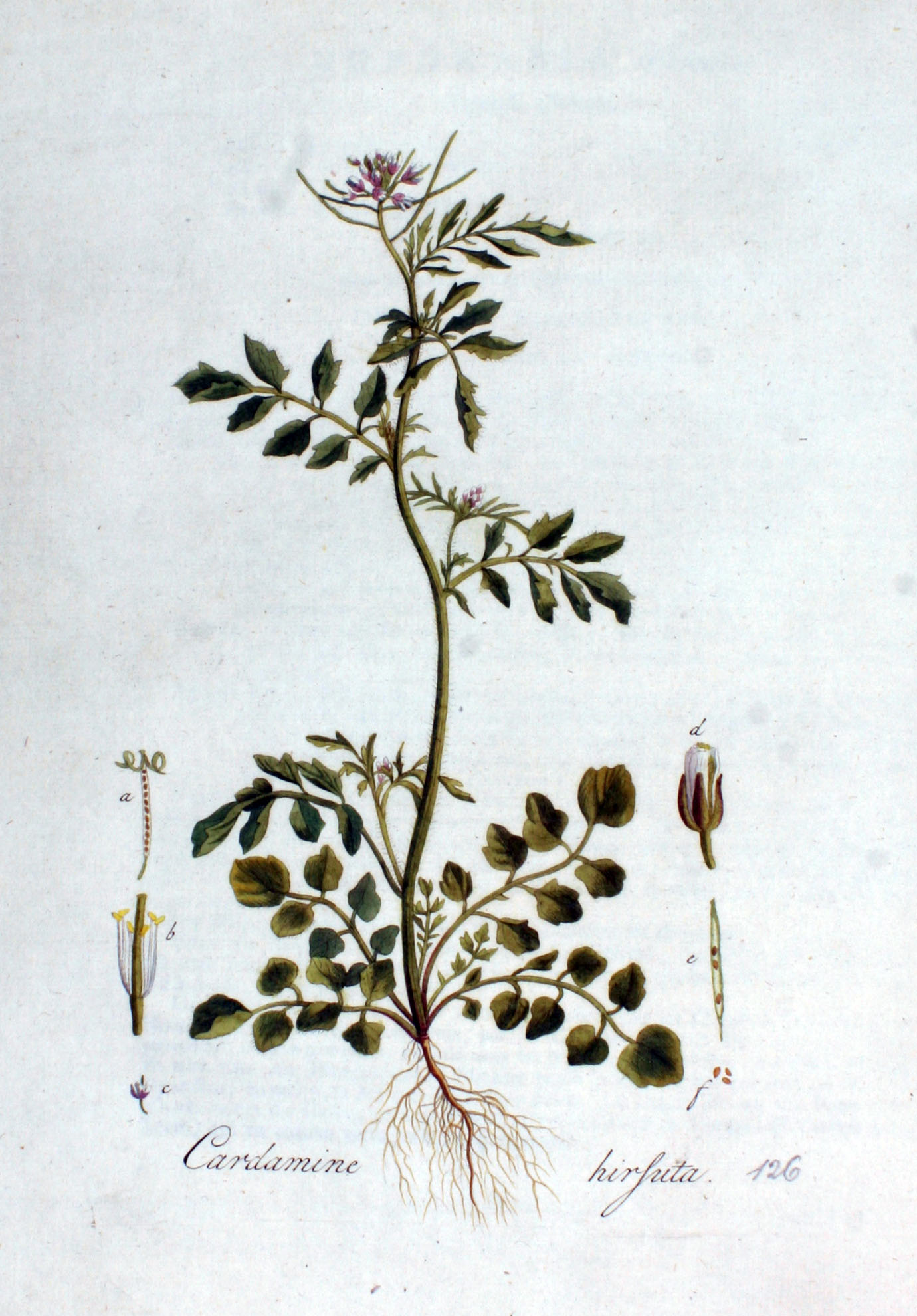